# Олена Скульська
Олена Григорівна Скульська (ест. Jelena Skulskaja, нар.. 8 серпня 1950, Таллінн, Естонська РСР) — естонська радянська письменниця, поетеса, драматург та перекладачка.

## Життєпис
Олена Скульська народилася в родині письменника Григорія Михайловича Скульського 8 серпня 1950 року. Закінчила філологічний факультет Тартуського університету в 1972 році. Почала публікуватися з 1968 року (колективна поетична збірка «Знайомство»). Перша книга віршів вийшла в 1978 році — «Глава двадцять шоста».
Надалі виходили книги віршів, есеїстики, прози, мемуаристики: «Невідомому художнику» (1980), «Пісня грифельної гілки» (1984), «У перерахунку на біль. Книга про батька» (1991), «Вірші на смерть фікуса» (1996), «Записки до N» (1996), «Однокрилий рояль. Риби сплять з відкритим ротом» (2000), «Єва на жердині» (2005), «Любов» та інші оповідання про кохання» (2008), «До» (2010), «До зустрічі в Раю» (2011), «Пісня для чоловічого голосу» (2011), «Мармуровий лебідь» (2014).
Учасниця колективних збірок: «Тетяна Бек: вона і про неї», «Довлатов. Творчість, особистість, доля», «Сергій Довлатов. Остання книга».
Художній керівник «Днів Довлатова в Таллінні».
Твори Олени Скульської перекладені естонською мовою: «Російська рулетка», «40 градусів», «Наші мами купували речі, щоб не було війни».
На сцені Російського театру Естонії відомим режисером і актором Едуардом Томаном були поставлені п'єси «Як любити імператрицю», «Велика людина в маленькому місті», «Крижана троянда», «Новий рік навпаки» та інші.

## Нагороди
- Кавалер ордена Білої Зірки IV ступеня.
- Премія естонської щомісячника KesKus (1999), лауреат у номінації «Найкращий журналіст року»
- Міжнародний літературний конкурс «Російська премія» (2007), лауреатка у номінації «Мала проза» — за збірку оповідань «Любов»
- Премія Спілки письменників Естонії та фонду «Естонський капітал культури» (2006)[2]
- Премія Естонської Спілки журналістів Це sõna (2011)
- Літературна премія «Російський Букер» (2014), фіналіст — за роман «Мармуровий лебідь»[3]
- Щорічна літературна премія журналу «Зірка» (2015), лауреат у номінації «Найкращий роман» — за роман «Мармуровий лебідь»[4]
- Лауреат премії «Естонська капітал культури» за роман «Мармуровий лебідь» за підсумками 2014 року
- Лауреат премії фонду «Естонська капітал культури» за роман «Прикордонна любов» за підсумками 2017 року